# Liphistius pyinoolwin
Espèce
Liphistius pyinoolwin est une espèce d'araignées mésothèles de la famille des Liphistiidae.

## Distribution
Cette espèce est endémique de la région de Mandalay en Birmanie,. Elle se rencontre vers Pyin U Lwin.

## Description
Le mâle holotype mesure 13,95 mm et la femelle paratype 10,40 mm, les mâles mesurent de 8,63 à 13,95 mm et les femelles de 10,40 à 14,21 mm.

## Étymologie
Son nom d'espèce lui a été donné en référence au lieu de sa découverte, Pyin U Lwin.

## Publication originale
- Xu, Yu, Aung, Yu, Liu, Lwin, Sang & Li, 2021 : « A new species of Liphistius from Myanmar and description of the actual male of L. birmanicus Thorell, 1897 (Araneae, Mesothelae, Liphistiidae). » ZooKeys, no 1031, p. 41-58 (texte intégral).